# 실로

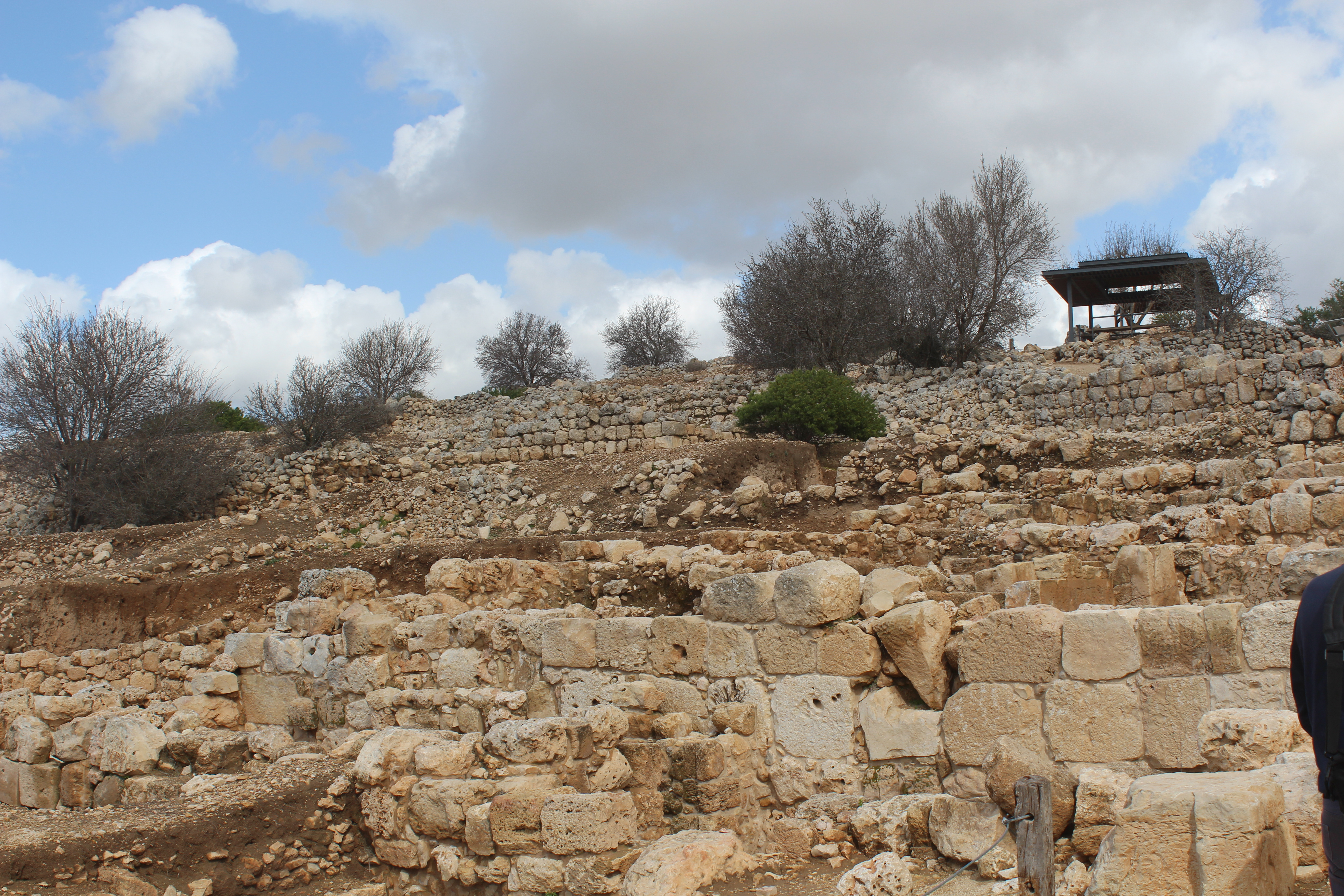

실로(/ˈʃaˈloʊ/; 히브리어: שִׁלֹה, שִׁלוֹ ,שִׁילֹה, שִׁילוֹ)는 사마리아의 고대 도시이자 성소였다. 히브리어 성경에 따르면, 실로는 예루살렘에 첫 번째 성전이 건설되기 전, 군주제 이전 시대에 이스라엘 예배의 주요 중심지 중 하나였다. 이스라엘이 가나안을 정복한 후, 성막은 실로로 옮겨졌으며, 성경의 사사 시대에도 그곳에 남아 있었다.
실로는 현대 히브리어로 텔 실로(Tel Shiloh)로 알려진 현대 키르베트 세일룬(Khirbet Seilun)과 확실히 동일시되었다. 예루살렘 북쪽 31km(19마일), 서안 지구, 현대 이스라엘 정착촌 실로 서쪽, 팔레스타인 마을 투르무스 아이야 북쪽에 위치해 있다. 다른 고고학 유적지에 비해 성서에 나오는 도시인 레보나 남쪽이자 벧엘에서 북쪽으로 16킬로미터(10마일) 떨어져 있다. G. F. 무어는 보침(Bochim)을 실로로 식별할 것을 제안했다.

## 구약성경에서
실로는 구약성경의 《창세기》, 《여호수아기》, 《판관기》, 《사무엘상》, 《열왕기상》, 《시편》, 《예레미야서》 등 여러 책에 언급된다.
실로는 최초로 《창세기》 49장 10절에 등장한다. “규가 유다를 떠나지 아니하며 통치자의 지팡이가 그 발 사이에서 떠나지 아니하기를 실로가 오시기까지 이르리니 그에게 모든 백성이 복종하리로다”라는 구절에서이다. 이 구절에서 "실로"는 특정한 장소, 혹은 메시아적 인물을 상징하는 표현으로 해석되어 왔다. 따라서 표준새번역 성경에서는 '권능'으로 해석하였다.
《여호수아기》에서는 이스라엘 백성이 가나안 땅에 도착했을 때, 실로에 회막을 세웠다고 기록되어 있다. 여호수아와 제사장 엘르아살은 이곳에서 아직 분배받지 못한 지파들에게 땅을 나누어 주었고(여호수아 18:1–10), 레위인들에게 성읍을 배정하는 절차도 이곳에서 이루어졌다(여호수아 21:1–8). 이후 실로는 고대 이스라엘의 주요 종교 성소 중 하나로 자리잡게 되었으며, 이 지위는 예루살렘이 다윗에 의해 종교 중심지로 격상되기 직전까지 유지되었다. 《여호수아기》 18장 1절에 따르면 “이스라엘 자손의 온 회중이 실로에 모여 회막을 세우니라”고 한다.
회막은 출애굽기 26장의 지시에 따라 모세가 신의 명령으로 지은 것으로, 언약궤를 보관하기 위한 성소였다. 언약궤 역시 출애굽기 25장에서 모세가 하느님의 지시를 받아 만든 것이다. 탈무드 전승에 따르면 회막은 실로에서 369년 동안 머물렀다고 하며, 이는 언약궤가 에벤에셀 전투에 앞서 진영으로 옮겨졌다가 블레셋에 의해 아벡(현재의 안티파트리스로 추정됨)에서 빼앗기기까지의 기간이다(사무엘상 4:3–5). 실로에 있던 이동식 회막은 어느 시점에 외벽 또는 구역(그리스어로 테메노스, temenos)으로 둘러싸인 구조로 확장된 것으로 보인다. 실로에서는 엘리와 사무엘이 사역했으며(사무엘상 3:21), 이후 회막은 기브온으로 옮겨졌고, 이곳은 다윗과 솔로몬 시대에 또 다른 중요한 성지가 되었다.
실로는 절기와 희생제사를 위해 순례가 이루어지던 장소였으며, 《판관기》 21장에는 포도원 사이에서 소녀들이 춤을 추는 연례 행사가 실로에서 열렸다는 기록이 있다.

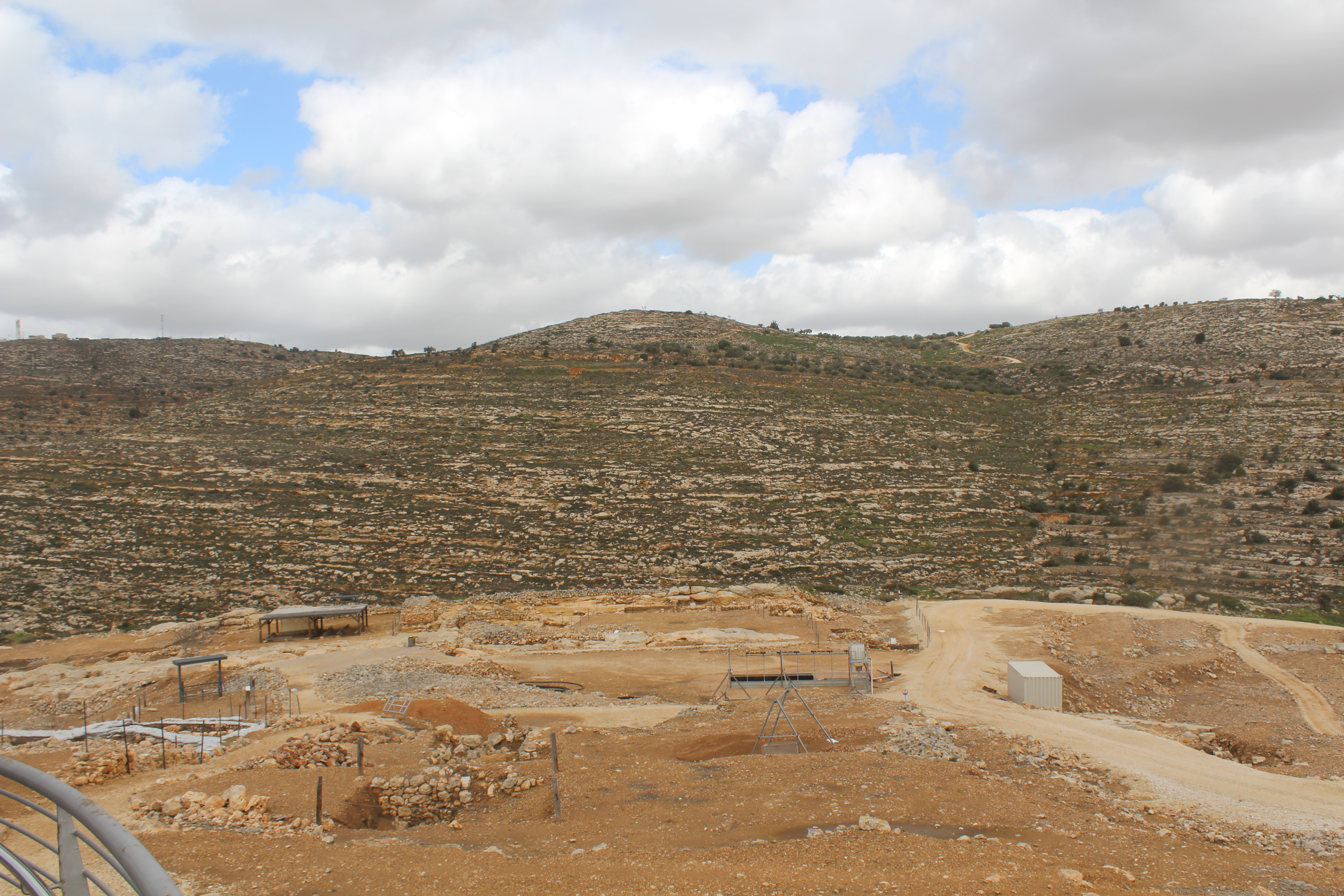
실로에 성막이 있었던 것으로 추정되는 장소.

《사무엘상》 1~3장에 따르면, 실로의 성소는 아론 계열의 대제사장 엘리와 그의 두 아들 홉니와 비느하스가 관리하였다. 사무엘은 그의 어머니 한나에 의해 실로에 봉헌되어 대제사장 엘리의 보호 아래 자라게 되었으며, 그의 예언자적 사역도 이곳에서 시작되었다. 그러나 홉니와 비느하스는 제사를 드리러 온 백성들과의 악행으로 인해 부정적으로 묘사되며(사무엘상 2:12–17), 그들이 사역하던 시기 블레셋과의 전투에서 언약궤가 빼앗겼다.
성서학자 윌리엄 폭스웰 올브라이트(W.F. Albright)는 이때 블레셋이 실로도 파괴했을 것이라 가정했으나, 이에 대해서는 학계 내 이견이 있으며, 최근 고고학적 연구는 그의 주장을 뒷받침하고 있다.:238 성경에는 실로의 파괴를 명시적으로 언급한 구절이 없으나, 그 후에도 파괴가 일어났을 가능성은 존재한다. 한편, 실로 출신의 아히야라는 인물은 여로보암의 반란을 부추긴 예언자로서 《열왕기상》 11장과 14장에 등장한다. 아히야는 《사무엘상》 14장 3절에서 사울에게 언약궤로 하느님의 뜻을 묻던 제사장과 같은 이름을 지닌다.
성서학자 슐레이는 언약궤의 포획과 사울의 죽음이 같은 전투에서 발생했으며, 다윗 왕조의 후대 편집자들이 사울이 성소나 언약궤 없이 통치한 것처럼 보이게 하기 위해 해당 기록을 수정했을 가능성을 제기하나, 이에 대해서도 반론이 존재한다.
확실한 것은, 예언자 예레미야의 사역 시기(예레미야 7:12–15; 26:5–9; 41:5), 즉 그로부터 300여 년이 지난 시점에는 실로가 이미 폐허가 되었다는 점이다. 예레미야는 실로의 사례를 들어 예루살렘 주민에게 경고하면서, “내 이름을 두게 한 이곳”도 실로처럼 하느님의 심판 아래 멸망할 수 있다고 전했다.:240
성서학자 리처드 엘리엇 프리드먼(Richard Elliott Friedman)은 실로의 제사장들의 문서가 문서가설 중 엘로힘 전승의 출처였으며, 신명기 역사서의 상당 부분을 제공했다고 주장한다. 그는 이 역사서의 저자가 예레미야 또는 그와 밀접한 관련이 있는 인물이며, 실로 제사장 계열의 후손일 가능성이 있다고 보았다.:231-232

## 같이 보기
- 에벤에젤